# Luis Engel
Luis Engel (Amburgo, 14 ottobre 2002) è uno scacchista tedesco.
Ha ottenuto il titolo di Maestro Internazionale nel 2018, e di Grande Maestro in febbraio 2020.
Gioca con il club "Hamburger SK" (HSK) nel campionato tedesco a squadre (Bundesliga).

## Principali risultati
- 2014 – vince il campionato tedesco giovanile U12;
- 2016 – vince il campionato tedesco giovanile U14;
- 2019 – realizza 7 punti su 9 nel campionato tedesco a squadre 2018/19 (1a norma di GM);
 2°-3° con 7 su 9 nel Grenke Chess Open di Karlsruhe (2a norma di GM);
 vince con 8 /9 il torneo rapid (15'+5") Leo-Meise Gedenkturnier di Amburgo[2];
 secondo con 6,5 /9 nell'open C. Hengelbert di Amburgo (3a norma di GM).[3]
- 2021 - con 6,5 su 9 vince il Campionato tedesco.[4]